# 38 Cancri
38 Cancri, som är stjärnans Flamsteed-beteckning, är en ensam stjärna, belägen i den mellersta delen av stjärnbilden Kräftan och har variabelbeteckningen BT Cancri. Den har en skenbar magnitud av ca 6,65 och kräver åtminstone en handkikare för att kunna observeras. Baserat på parallax enligt Gaia Data Release 2 på ca 5,4 mas, beräknas den befinna sig på ett avstånd på ca 607 ljusår (ca 186 parsek) från solen och ingår i den öppna stjärnhopen Praesepe (Messier 44). Den rör sig bort från solen med en heliocentrisk radialhastighet på ca 32 km/s.

## Egenskaper
38 Cancri är en gul till vit underjättestjärna av spektralklass F0 IV. Den har en massa som är ca 1,8 solmassor, en radie som är ca 1,8 solradier och utsänder från dess fotosfär ca 59 gånger mera energi än solen vid en effektiv temperatur av ca 7 300 K.
38 Cancri visades av Michel Breger (1970) vara en pulserande variabel och klassas som en Delta Scuti-variabel. Stjärnan visar ett variationsmönster med upp till 22 olika frekvenser, varav tre är dominerande. Ljusstyrkan varierar med upp till 0,07 magnituder. Stjärnan har ett magnetfält med en beräknad longitudinell fältstyrka av −215 ± 149 G.